# Something Big (chanson)
 (décembre 2019).
Pour l’article homonyme, voir Something Big.
Something Big est une chanson de l'artiste canadien Shawn Mendes sortie le 11 novembre 2014.